# ريم فاولر
ريم فاولر (بالإنجليزية: Rem Fowler)‏ مواليد 1882، كان متسابق دراجات نارية إنجليزي فاز بكأس جزيرة مان السياحية حيث شارك فيها خمس مرات وحققها في سنة 1907.

## البطولات
- كأس جزيرة مان السياحية 1907